# Run the Jewels 3
Run the Jewels 3 er det tredje studiealbum af den amerikanske hiphop duo Run the Jewels, som består af rapper og producer El-P og rapper Killer Mike. Albummet blev udgivet den 24. december 2016.

## Spor
Alt musik komponeret af El-P.
| Run the Jewels 3 | Run the Jewels 3                                            | Run the Jewels 3                   | Run the Jewels 3 | Run the Jewels 3 | Run the Jewels 3 | Run the Jewels 3 | Run the Jewels 3 | Run the Jewels 3 | Run the Jewels 3 |
| #                | Titel                                                       | Sangskriver(e)                     | Længde           |                  |                  |                  |                  |                  |                  |
| ---------------- | ----------------------------------------------------------- | ---------------------------------- | ---------------- | ---------------- | ---------------- | ---------------- | ---------------- | ---------------- | ---------------- |
| 1.               | "Down" (featuring Joi)                                      | Jaime Meline • Michael Render      | 3:29             |                  |                  |                  |                  |                  |                  |
| 2.               | "Talk to Me"                                                | Meline • Render                    | 2:31             |                  |                  |                  |                  |                  |                  |
| 3.               | "Legend Has It"                                             | Meline • Render                    | 3:25             |                  |                  |                  |                  |                  |                  |
| 4.               | "Call Ticketron"                                            | Meline • Render                    | 3:18             |                  |                  |                  |                  |                  |                  |
| 5.               | "Hey Kids (Bumaye)" (featuring Danny Brown)                 | Meline • Render • Daniel Sewell    | 3:11             |                  |                  |                  |                  |                  |                  |
| 6.               | "Stay Gold"                                                 | Meline • Render                    | 3:27             |                  |                  |                  |                  |                  |                  |
| 7.               | "Don't Get Captured"                                        | Meline • Render                    | 3:12             |                  |                  |                  |                  |                  |                  |
| 8.               | "Thieves! (Screamed the Ghost)" (featuring Tunde Adebimpe)  | Meline • Render • Jordan Cruz      | 4:02             |                  |                  |                  |                  |                  |                  |
| 9.               | "2100" (featuring Boots)                                    | Meline • Render • Cruz             | 4:01             |                  |                  |                  |                  |                  |                  |
| 10.              | "Panther Like a Panther (Miracle Mix)" (featuring Trina)    | Meline • Render                    | 3:41             |                  |                  |                  |                  |                  |                  |
| 11.              | "Everybody Stay Calm"                                       | Meline • Render                    | 2:58             |                  |                  |                  |                  |                  |                  |
| 12.              | "Oh Mama"                                                   | Meline • Render                    | 3:36             |                  |                  |                  |                  |                  |                  |
| 13.              | "Thursday in the Danger Room" (featuring Kamasi Washington) | Meline • Render                    | 4:22             |                  |                  |                  |                  |                  |                  |
| 14.              | "A Report to the Shareholders" / "Kill Your Masters"        | Meline • Render • Zack de la Rocha | 6:14             |                  |                  |                  |                  |                  |                  |
| 51:27            |                                                             |                                    |                  |                  |                  |                  |                  |                  |                  |